# Sadriddin-Ainij-Platz
Der Sadriddin-Ainij-Platz ist ein bedeutender Platz in der tadschikischen Hauptstadt Duschanbe. Namensgeber des Platzes ist der tadschikische Intellektuelle und Nationaldichter Sadriddin Ainij.

## Lage
Der Platz befindet sich im Süden von Duschanbe, an der Kreuzung der Ainij-Straße und der Rudaki-Allee. Westlich des Platzes durchfließt der Fluss Warsob die Hauptstadt, nahe dem Platz im Südosten befindet sich der Internationale Flughafen Duschanbe.

## Gestaltung
Geprägt wird der Platz von einer Statue des berühmten Dichters und Intellektuellen. Diese wurde im Jahr 1978 anlässlich des 100. Geburtstages Ainijs errichtet. Umgeben wird diese Statue von mehreren bronzenen Darstellungen von Figuren aus Ainijs literarischem Werk. An dem Platz befinden sich unter anderem das Historische Museum Bekhzad und das Hotel Duschanbe.

## Pilotprojekt
Der Ainij-Park wurde 2018 Schauplatz eines Pilotprojekts im Bereich der Überwachungstechnik. Dort wurden Kameras mit Gesichtserkennung, die vom chinesischen Unternehmen Huawei entwickelt wurden, installiert. Grund für diese Maßnahmen war nach offizieller Mitteilung die Erfassung der Besucherzahl des Parks, tatsächlich diente das Projekt aber der Unterstützung der Strafverfolgungsbehörden, die durch die Überwachung leichter Straftaten aufklären und gesuchte Straftäter auffinden können sollen. 2019 wurde bekannt, dass das System im Rahmen des Projekts Sichere Stadt in weiteren Teilen Duschanbes installiert werden sollen.